# Луи I де Шини
Луи I де Шини (фр. Louis Ier de Chiny; убит 28 сентября 1025) — граф Шини с 987 года и Вердена с 1024 года.
Сын Оттона I де Вара, графа Ивуа. Наследовал отцу в 986 или 987 году и принял титул графа Шини.
В 1020 году граф Вердена Фридрих принял монашеский постриг, и епископ Вердена Рамберт передал графство Луи I де Шини. Вскоре после этого брат Фридриха герцог Нижней Лотарингии Гоцелон вместе с графом Бодуэном Фландрским вторгся в Верден. В результате военных действий Луи I де Шини 28 сентября 1025 года был убит.
Жена — Аделаида (ум. после 1025), её происхождение не выяснено. Дети:
- Луи II (ум. до 1066), граф де Шини
- Лиутгарда, жена Ришера де Санси.